# Nuraghe Iloi

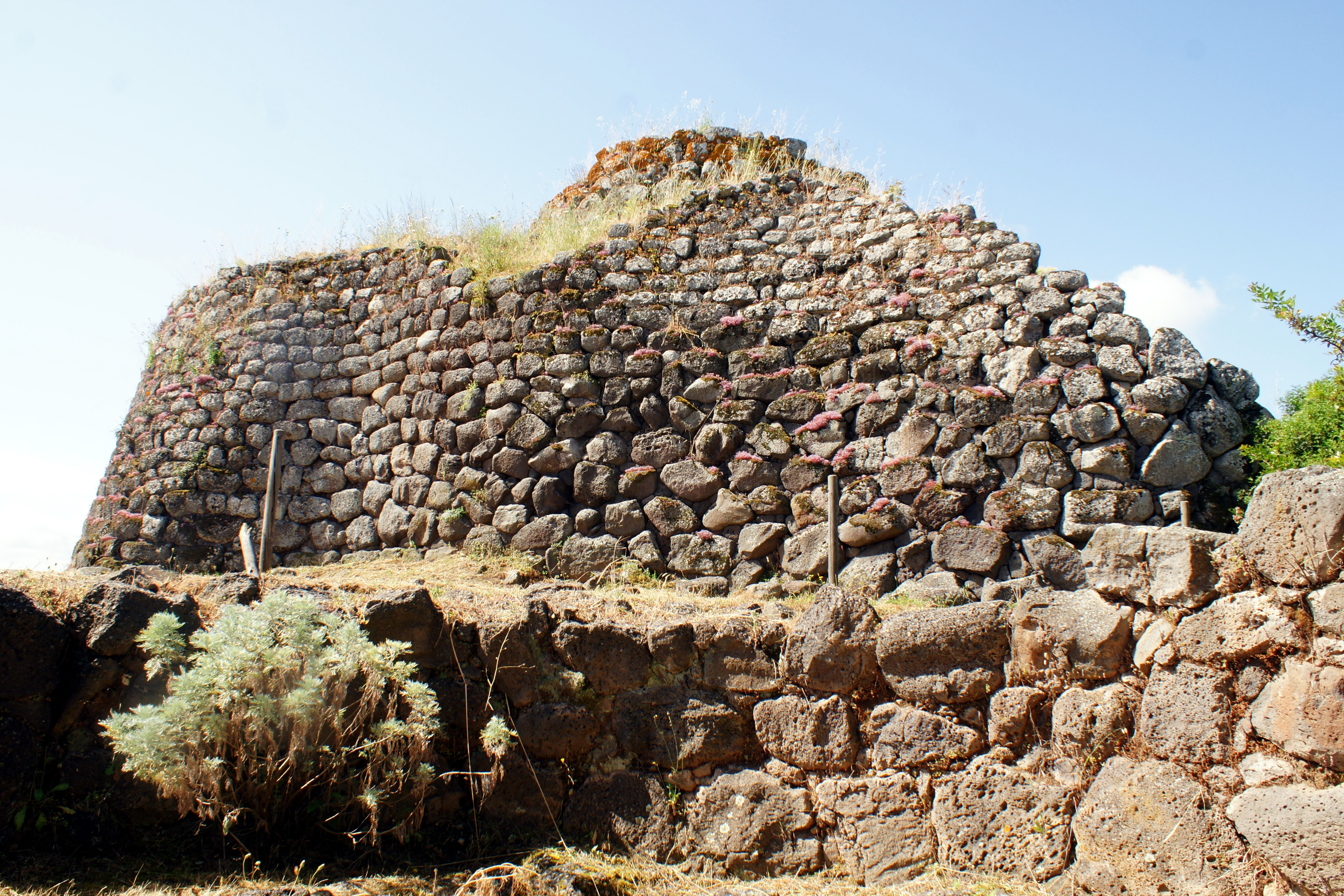
Nuraghe Iloi

Die Nuraghe Iloi liegt unweit der Gigantengräber von Iloi und der Zona Archeologica oberhalb des Lago Omodeo, bei Sedilo in der Provinz Oristano auf Sardinien. 
Am Rande eines Basaltplateaus gelegen, hat diese Nuraghe drei Nebentholoi (italienisch Trilobati). Der Zugang über den Nordturm ist versperrt, aber man kann den Ostturm betreten, wo im Gewölbe feine Maurerarbeiten zu sehen sind. 
In der Nähe befindet sich eine Nuraghensiedlung und die in zwei Gruppen geordneten 33 Domus de Janas der Nekropole von Ispiluncas, darunter eine Anlage mit 13 Kammern. 

Nuraghe Iloi
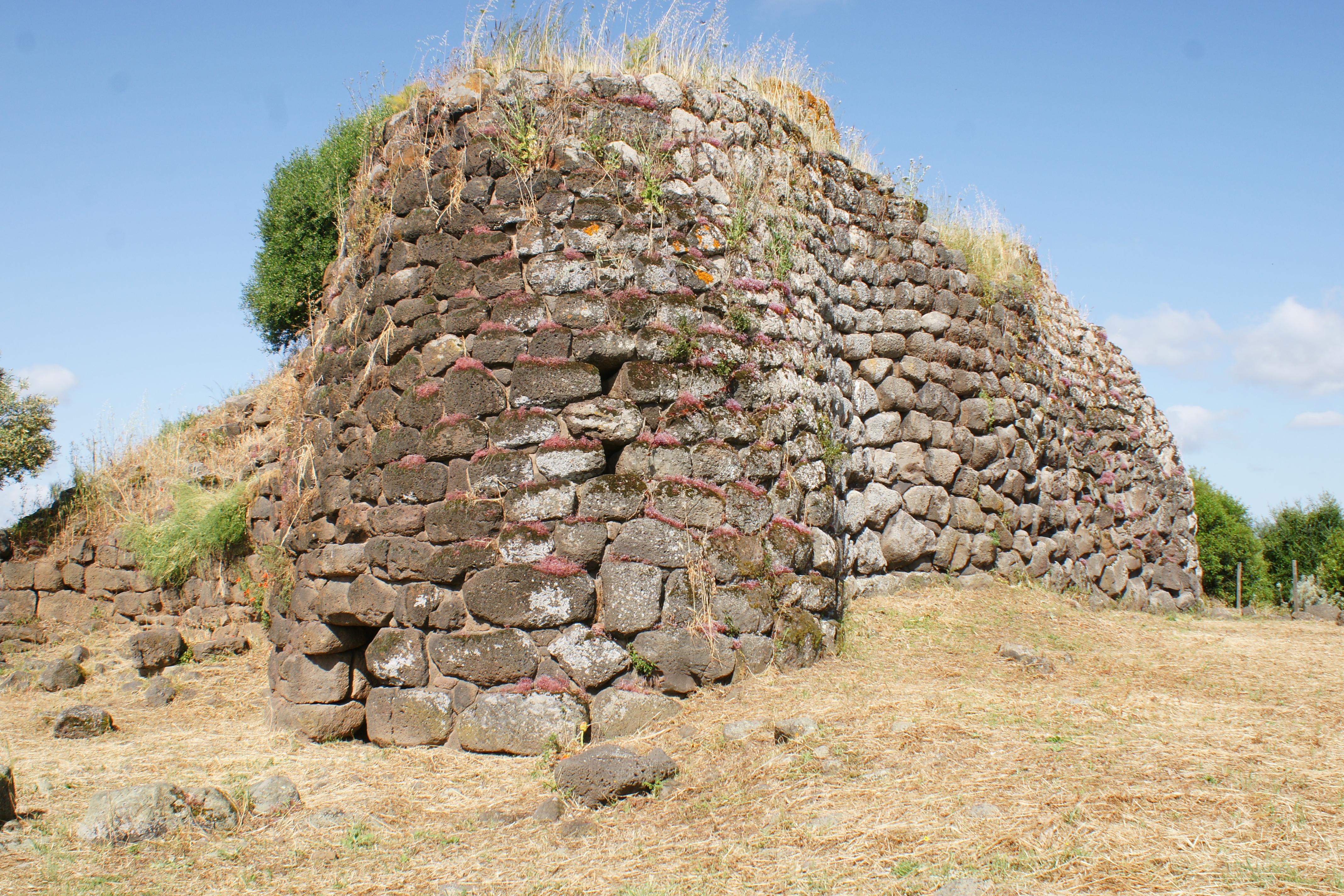
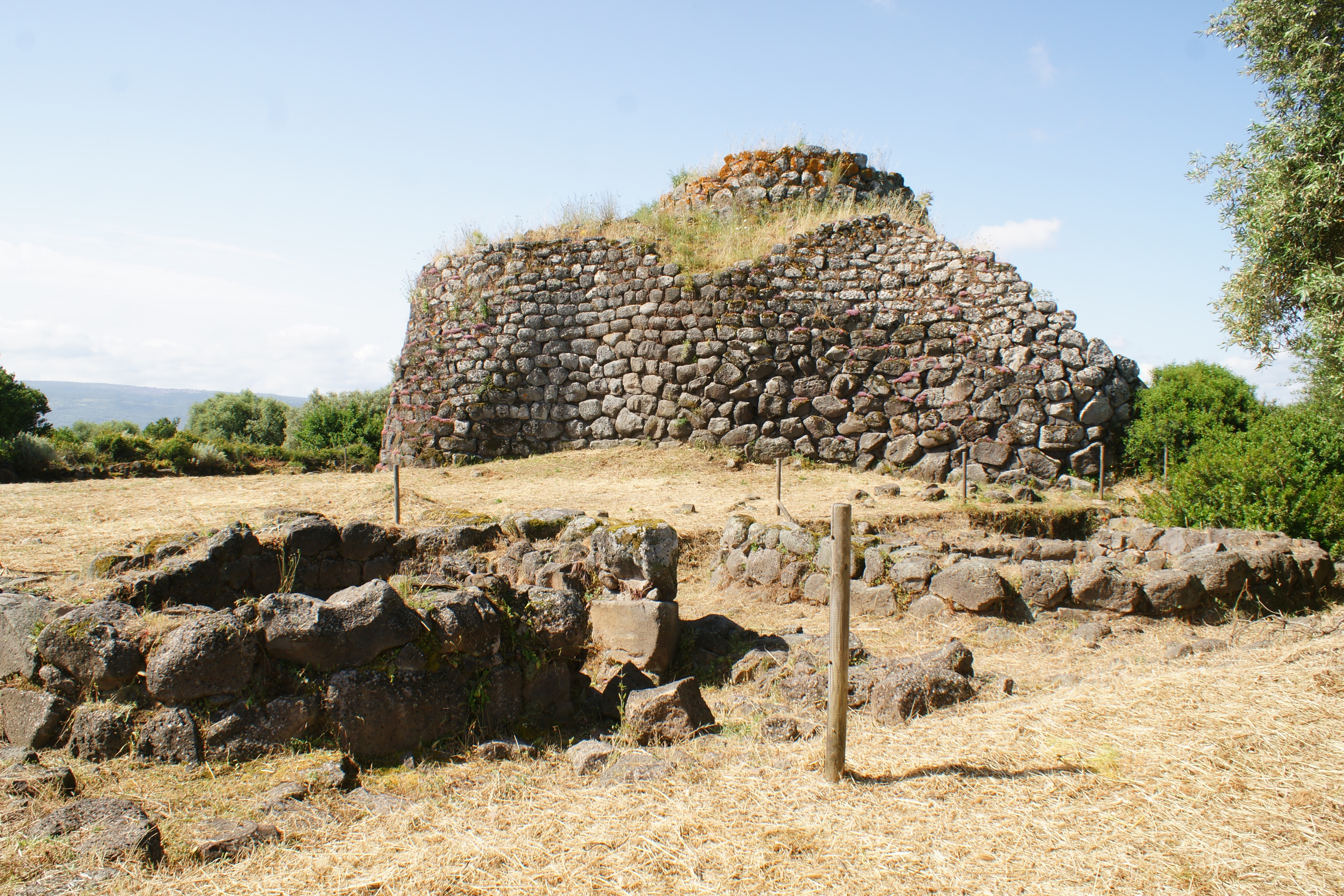
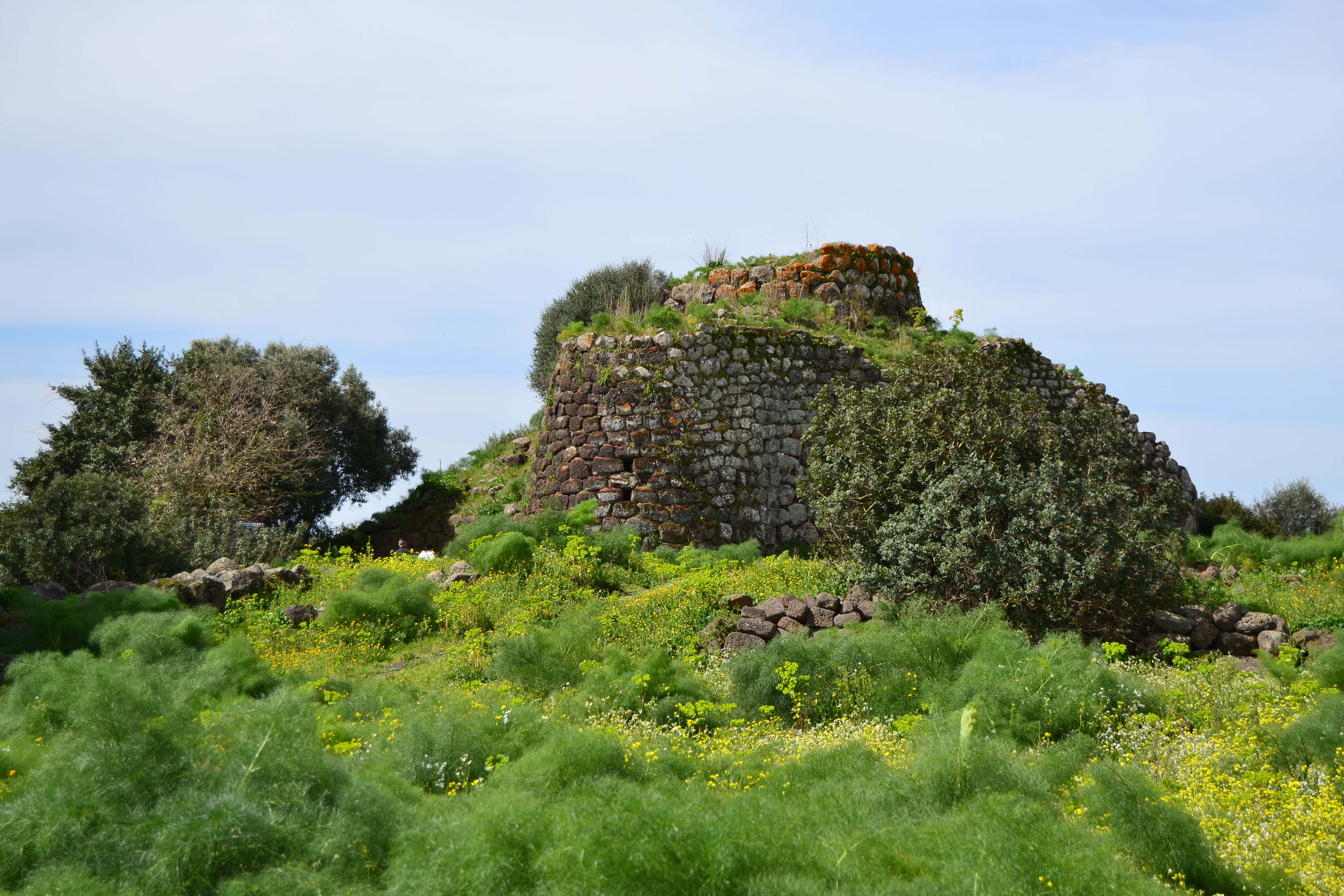